# Langeron
Langeron és un municipi francès al departament del Nièvre (regió de Borgonya - Franc Comtat). L'any 2007 tenia 390 habitants.

## Demografia

### Població
El 2007 la població de fet de Langeron era de 390 persones. Hi havia 151 famílies, de les quals 41 eren unipersonals (16 homes vivint sols i 25 dones vivint soles), 53 parelles sense fills, 53 parelles amb fills i 4 famílies monoparentals amb fills.
La població ha evolucionat segons el següent gràfic:

### Habitatges
El 2007 hi havia 205 habitatges, 155 eren l'habitatge principal de la família, 24 eren segones residències i 26 estaven desocupats. 195 eren cases i 9 eren apartaments. Dels 155 habitatges principals, 119 estaven ocupats pels seus propietaris, 34 estaven llogats i ocupats pels llogaters i 3 estaven cedits a títol gratuït; 1 tenia una cambra, 16 en tenien dues, 21 en tenien tres, 44 en tenien quatre i 73 en tenien cinc o més. 125 habitatges disposaven pel capbaix d'una plaça de pàrquing. A 72 habitatges hi havia un automòbil i a 79 n'hi havia dos o més.

### Piràmide de població
La piràmide de població per edats i sexe el 2009 era:
| Homes | Edats   | Dones |
| ----- | ------- | ----- |
| 0     | 95 o +  | 0     |
| 0     | 90 a 94 | 4     |
| 4     | 85 a 89 | 4     |
| 0     | 80 a 84 | 0     |
| 16    | 75 a 79 | 8     |
| 4     | 70 a 74 | 12    |
| 16    | 65 a 69 | 0     |
| 4     | 60 a 64 | 8     |
| 4     | 55 a 59 | 8     |
| 20    | 50 a 54 | 4     |
| 28    | 45 a 49 | 12    |
| 8     | 40 a 44 | 16    |
| 12    | 35 a 39 | 12    |
| 16    | 30 a 34 | 16    |
| 0     | 25 a 29 | 16    |
| 12    | 20 a 24 | 16    |
| 20    | 15 a 19 | 20    |
| 4     | 10 a 14 | 8     |
| 8     | 5 a 9   | 16    |
| 12    | 0 a 4   | 16    |

## Economia
El 2007 la població en edat de treballar era de 224 persones, 183 eren actives i 41 eren inactives. De les 183 persones actives 165 estaven ocupades (86 homes i 79 dones) i 18 estaven aturades (9 homes i 9 dones). De les 41 persones inactives 14 estaven jubilades, 11 estaven estudiant i 16 estaven classificades com a «altres inactius».

### Ingressos
El 2009 a Langeron hi havia 151 unitats fiscals que integraven 375 persones, la mediana anual d'ingressos fiscals per persona era de 16.603 €.

### Activitats econòmiques
Dels 10 establiments que hi havia el 2007, 2 eren d'empreses de construcció, 1 d'una empresa de transport, 2 d'empreses d'hostatgeria i restauració, 1 d'una empresa financera i 4 d'empreses de serveis.
Els 2 serveis als particulars que hi havia el 2009 eren fusteries.
L'any 2000 a Langeron hi havia 20 explotacions agrícoles que ocupaven un total de 1.157 hectàrees.

## Poblacions properes
El següent diagrama mostra les poblacions més properes.